# Хирвисъярви
Хирвисъярви — озеро на территории Луусалмского сельского поселения Калевальского района Республики Карелии.

## Общие сведения
Площадь озера — 1,6 км², площадь водосборного бассейна — 29,4 км². Располагается на высоте 169,3 метров над уровнем моря.
Форма озера лопастная, продолговатая: оно вытянуто с запада на восток. Берега изрезанные, каменисто-песчаные, преимущественно возвышенные.
Через озеро течёт безымянный водоток, протекающий через цепочку озёр Кангиярви → Хирвисъярви → Енгуярви → Анкиярви и впадающий в итоге в озеро Вайкульское. Через последнее протекает река Писта, впадающая в озеро Верхнее Куйто.
В озере расположен один относительно крупный (по масштабам водоёма) остров без названия.
Код объекта в государственном водном реестре — 02020000811102000004524.